# Percy Wyld
Percy Wyld (Tibshelf, 7 de junio de 1907-Derby, 3 de noviembre de 1972) fue un deportista británico que compitió en ciclismo en la modalidad de pista. Fue hermano de los también ciclistas Harry Wyld y Lewis Wyld.
Participó en los Juegos Olímpicos de Ámsterdam 1928, obteniendo una medalla de bronce en la prueba de persecución por equipo.

## Medallero internacional
| Juegos Olímpicos | Juegos Olímpicos         | Juegos Olímpicos  | Juegos Olímpicos        |
| Año              | Lugar                    | Medalla           | Competición             |
| ---------------- | ------------------------ | ----------------- | ----------------------- |
| 1928             | Ámsterdam (Países Bajos) | Medalla de bronce | Persecución por equipos |